# Flughafen Sundsvall-Timrå

i7
i11
i13
Der Flughafen Sundsvall-Timrå (alternativ auch Flughafen Midlanda, ehemals auch Flughafen Sundsvall–Härnösand; IATA-Code: SDL, ICAO-Code: ESNN) ist ein Flughafen im Osten Schwedens. Er liegt etwa acht Kilometer nordöstlich von Timrå, 17 Kilometer nördlich von Sundsvall und 28 Kilometer westlich von Härnösand. Der Flughafen besitzt eine 1954 Meter lange Start- und Landebahn mit der Ausrichtung 16/34 und wurde im Jahre 2016 von rund 300.000 Passagieren benutzt.

## Flugziele
| Fluggesellschaft          | Flugziel                            |
| ------------------------- | ----------------------------------- |
| Aegean Airlines           | Saisonal Charter: Chania, Rhodos    |
| Air Europa                | Saisonal Charter: Palma de Mallorca |
| SAS Scandinavian Airlines | Stockholm-Arlanda                   |
| Sunclass Airlines         | Saisonal Charter: Palma de Mallorca |